# Krasnoobsk
Krasnoobsk (en russe : Краснообск) est une commune urbaine de Russie de type bourg ouvrier qui est située dans l'oblast de Novossibirsk.

## Géographie
Krasnoobsk se trouve au sud de l'oblast de Novossibirsk.

## Histoire
La localité est connue depuis 1972.

## Population
Recensements (*) et estimations de la population,,:
| 1979* | 1989*  | 2002*  | 2010*  | 2012   | 2013   |
| ----- | ------ | ------ | ------ | ------ | ------ |
| 6 953 | 16 065 | 17 114 | 18 448 | 18 981 | 19 775 |

| 2014   | 2015   | 2016   | 2017   | 2018   | 2019   |
| ------ | ------ | ------ | ------ | ------ | ------ |
| 20 686 | 21 784 | 22 913 | 23 768 | 25 047 | 26 241 |

| 2020   | 2021*  | 2022   | - | - | - |
| ------ | ------ | ------ | - | - | - |
| 26 523 | 29 086 | 29 463 | - | - | - |